# Maria Popistașu
Maria Popistașu (n. 21 ianuarie 1980, în București) este o actriță română de teatru și film.

## Biografie
Alina-Maria Popistașu s-a născut pe 21 ianuarie 1980, în București. A absolvit Liceul de Arte în 1998, iar în 2002 a absolvit Universitatea Națională de Artă Teatrală și Cinematografică Ion Luca Caragiale din București, secția actorie. 

## Actriță de teatru
Pe când era încă în facultate a colaborat cu Teatrul Național, timp de trei ani.  
Sacha din „Cadavrul Viu” (L.N. Tolstoi) TNB 
Irina în „Trei surori” (A.P.Cehov) regia Yuri Krasovski, TNB 
‘Marie Jeanne Ion’ - Totul e regizat, Ioana Păun — Regia Ioana Păun, MNAC 
‘Ilinca’ - Taximetriști, Bogdan Th Olteanu, Regie — Bogdan Th Olteanu, Teatrul Apollo 111 
'Kayleen' - Gruesome Playground Injuries, (Rajiv Joseph) Regie - Maria Popistasu, Teatrul Apollo 111 

## Actriță de film
Cariera sa cinematografică a început odată cu „Gunpowder, Treason & Plot” (2004), film care a câștigat Marele Premiul FIPA DaOR. Pentru miniseria „Sex Traffic” (2004) renunță la teatru. Acest rol îi va aduce premiul Gemini pentru rol secundar. Un an mai târziu joacă în rolul Anei, în „Crash Test Dummies”, film care câștiga premiul special al juriului la festivalul Cinessonne și premiul special pentru scenariu (Festivalul de film Diagonale). A apărut, de asemenea, în numeroase reclame TV și și-a împrumutat vocea unor personaje de desen animat.
Însă rolul cel mai important al carierei sale, de până atunci, îl obține în filmul românesc „Legături bolnăvicioase”, apărut în 2006, care a fost prezentat și la Berlin. O mică introducere în lumea acestui film: Fără a primi prea multe informații biografice despre personaje, și fără obișnuitele ritualuri de curtare, Cristina, alias „Kiki” (Maria Popistașu), povestește în fundal cum a întâlnit-o pe Alex (Ioana Barbu) în prima ei zi la facultate și cum, treptat, s-a îndrăgostit de ea. Relația lui Kiki cu fratele ei mai mare, Sandu (Tudor Chirilă), nu e niciodată explicată clar, deși băiatul se comportă ca un iubit gelos. E o poveste subțire, dar nu e nimic tragic în asta, mulțumită unui joc actoricesc impresionant din partea Mariei Popistașu în rolul extravertitei Kiki și a Ioanei Barbu, în rolul mai liniștitei Alex. Pentru rolul din acest film ziarele au numit-o „demon frumos și seducător”.

## Filmografie
- 2004 Gunpowder, Treason & Plot[1]: Lady Marie, regizor: Gillies MacKinnon
- 2004 Sex Traffic: Vera Vișinescu
- 2005 Crash Test Dummies: Ana
- 2006 Legături bolnăvicioase: Kiki
- 2007 Man zkt vrouw: Alina
- 2008 My Mother, My Bride and I: Irina Bobescu
- 2008 Midnight Man: Kirsta
- 2010 Marți, după Crăciun: Raluca
- 2010 An Autumn Night: Maria
- 2011 Das Blaue von Himmel: Dace Kalnins
- 2015 Un etaj mai jos: Laura/ Raluca
- 2018 Pescărușul: Laura
- 2018 Alice T.: Mihaela
- 2019 Heidi: Roxi
- 2020 Otto Barbarul: Nora
- 2020 Mia își ratează răzbunarea: Anastasia
- 2021 Întregalde: Maria
- 2023 Taximetriști: Ilinca

## Premii
Filmul Legături bolnăvicioase a obținut în anul 2007 Premiul publicului în cadrul galei Premiilor Gopo pentru cel mai mare succes la box office în anul 2006. 
În 2009 a câștigat premiul Adolf Grimme pentru rolul din filmul german "Die Zweite Frau" 
- 2005 Premiul Gemini pentru cea mai bună actriță în rol secundar (Sex Traffic)
- 2005 Cinessonne International Film Festival, premiul juriului (Crash Test Dummies)
- 2006 Premiul special al juriului, Anonimul IFF (Legături bolnăvicioase)
- 2007 EFP Shooting Star în cadrul Berlin IFF
- 2007  Cinessone International Film Festival, Cea mai bună actriță (Man Zoekt Vrouw)
- 2009  Premiul Adolf Grimme Award Winner, Cea mai bună actriță (Die Zweite Frau)
- 2010 Cea mai bună actriță Mar del Plata IFF
- 2010  Gijon International Film Festival, Cea mai bună actriță (Marți, după Crăciun)